# Grzybów (powiat kozienicki)
Grzybów – wieś sołecka w Polsce położona w województwie mazowieckim, w powiecie kozienickim, w gminie Magnuszew. Leży przy drodze krajowej nr 79.
| SIMC    | Nazwa         | Rodzaj    |
| ------- | ------------- | --------- |
| 0628767 | Nowy Grzybów  | część wsi |
| 0628773 | Stary Grzybów | część wsi |

Wieś szlachecka Grzybowo położona była w drugiej połowie XVI wieku w powiecie wareckim  ziemi czerskiej województwa mazowieckiego. W latach 1975–1998 miejscowość należała administracyjnie do województwa radomskiego.
Wierni kościoła rzymskokatolickiego należą do parafii św. Jana Chrzciciela w Magnuszewie.